# Гълфстрийм
 Тази статия е за океанското течение.  За компанията производител на самолети, вижте Гълфстрийм Аероспейс.  
Гълфстрийм  е мощно, бързо, топло и повърхностно океанско течение в Северния Атлантически океан. To е едно от най-мощните течения в света.
Гълфстрийм е част от голяма система ротационни течения в Северно Атлантическия океан. Води началото си от Мексиканския залив  и оказва значително влияние върху климата по източните брегове на Северна Америка и западните брегове на Европа.
Минава през протоците на Флорида и покрай източния бряг на Щатите. Когато достигне до о-в Нюфаундленд, Канада, студеното северно течение Лабрадор го отделя от брега. Топлите води на Гълфстрийм се комбинират със студените ветрове, придружаващи Лабрадорското течение и по този начин там се образува една от най-концентрираните мъгли в света. Поради огромното пренасяне на топлина, интензивността на атмосферните бури в този регион е голяма. На север от нос Хатерас, Гълфстрийм променя посоката си на североизток към Атлантическия океан, където се разделя и формира две течения. Едното от тях, Canary Current, носи студени води към северозападната част на Африка. Другото, Северноатлантическото течение (North Atlantic Drift), тече към Европа, носейки към западните брегове води с умерена температура и смекчава климата.
Гълфстрийм има средна температура от 27 °C и е широко не повече от 80 km. Скоростта му е 1,8 m/s, но постепенно се забавя, отивайки на север. Средната годишна температура е от 7 до 15 °C. Солеността му е 35,5‰. Течението пренася около 30 милиона m3, което е повече от общото количество вода във всички реки на Земята.